# Alla Kudrjavceva
Alla Aleksandrovna Kudrjavceva (in russo Алла Александровна Кудрявцева?; Mosca, 3 novembre 1987) è un'ex tennista russa.

## Biografia
Vive a Mosca, dove è stata a lungo allenata da Nick Rybakov; attualmente è seguita da Claudio Pistolesi. Discende da una famiglia di sportivi, il padre ha praticato lotta greco romana ad alti livelli, mentre il nonno era un sollevatore di pesi. La madre di Alla è invece insegnante di chimica.

## Carriera
Si esprime al meglio sul cemento.
La sua posizione più alta nel ranking WTA, nr. 56, l'ha ottenuta il 4 ottobre 2010.
Ha partecipato per la prima volta ad un torneo dello Slam nel 2007, all'Australian Open, partendo dalle qualificazioni e venendo sconfitta da Martina Hingis nel II turno per 6-2, 6-2. Nello stesso anno, dopo aver superato le qualificazioni, partecipa anche all'Open di Francia arrivando fino al III turno e venendo battuta dalla connazionale Marija Šarapova con un netto 6-1, 6-4.
Nel 2008, al Torneo di Wimbledon, riesce ad arrivare fino agli ottavi di finale venendo sconfitta per 6-1, 6-4 da Nadia Petrova.
Il 19 settembre 2010 disputa la sua prima finale in un torneo WTA a Canton ma viene battuta da Jarmila Groth per 6-1, 6-4. La settimana dopo vince il suo primo torneo WTA battendo in finale a Tashkent, Uzbekistan, la connazionale Elena Vesnina in due set 6-4, 6-4.

## Statistiche

### Singolare

#### Vittorie (1)
| Legenda               |
| --------------------- |
| Grande Slam (0)       |
| Ori Olimpici (0)      |
| WTA Finals (0)        |
| Premier Mandatory (0) |
| Premier 5 (0)         |
| Premier (0)           |
| International (1)     |

| N. | Data              | Torneo                  | Superficie | Avversaria in finale | Punteggio |
| 1. | 26 settembre 2010 | Tashkent Open, Tashkent | Cemento    | Elena Vesnina        | 6-4, 6-4  |

#### Sconfitte (1)
| Legenda               |
| --------------------- |
| Grande Slam (0)       |
| Argenti Olimpici (0)  |
| WTA Finals (0)        |
| Premier Mandatory (0) |
| Premier 5 (0)         |
| Premier (0)           |
| International (1)     |

| N. | Data              | Torneo                                       | Superficie | Avversaria in finale | Punteggio |
| 1. | 19 settembre 2010 | Guangzhou International Women's Open, Canton | Cemento    | Jarmila Groth        | 1-6, 4-6  |

### Doppio

#### Vittorie (9)
| Legenda: Prima del 2009 | Legenda: Dal 2009     |
| ----------------------- | --------------------- |
| Grande Slam (0)         |                       |
| Ori Olimpici (0)        |                       |
| WTA Finals (0)          |                       |
| Tier I (0)              | Premier Mandatory (0) |
| Tier II (0)             | Premier 5 (0)         |
| Tier III (1)            | Premier (3)           |
| Tier IV (0)             | International (5)     |

| N. | Data              | Torneo                            | Superficie    | Compagna             | Avversarie in finale                       | Punteggio           |
| 1. | 23 settembre 2007 | Sunfeast Open, Calcutta           | Sintetico (i) | Vania King           | Alberta Brianti Marija Korytceva           | 6-1, 6-4            |
| 2. | 20 giugno 2010    | Ordina Open, 's-Hertogenbosch     | Erba          | Anastasija Rodionova | Vania King Jaroslava Švedova               | 3-6, 6-3, [10-8]    |
| 3. | 19 febbraio 2011  | Cellular South Cup, Memphis       | Cemento (i)   | Vol'ha Havarcova     | Lucie Hradecká Andrea Hlaváčková           | 6-3, 4-6, [10-8]    |
| 4. | 12 giugno 2011    | AEGON Classic, Birmingham         | Erba          | Vol'ha Havarcova     | Sara Errani Roberta Vinci                  | 1-6, 6-1, [10-5]    |
| 5. | 15 settembre 2013 | Bell Challenge, Québec            | Sintetico (i) | Anastasija Rodionova | Lucie Hradecká Andrea Hlaváčková           | 6-4, 6-3            |
| 6. | 4 gennaio 2014    | Brisbane International, Brisbane  | Cemento       | Anastasija Rodionova | Kristina Mladenovic Galina Voskoboeva      | 6-3, 6-1            |
| 7. | 22 febbraio 2014  | Dubai Tennis Championships, Dubai | Cemento       | Anastasija Rodionova | Raquel Kops-Jones Abigail Spears           | 6-2, 5-7, [10-8]    |
| 8. | 12 ottobre 2014   | Tianjin Open, Tianjin             | Cemento       | Anastasija Rodionova | Sorana Cîrstea Andreja Klepač              | 6(6)-7, 6-2, [10-8] |
| 9. | 8 aprile 2018     | Volvo Car Open, Charleston        | Terra verde   | Katarina Srebotnik   | Andreja Klepač María José Martínez Sánchez | 6-3, 6-3            |

#### Sconfitte (11)
| Legenda: Prima del 2009 | Legenda: Dal 2009     |
| ----------------------- | --------------------- |
| Grande Slam (0)         |                       |
| Argenti Olimpici (0)    |                       |
| WTA Finals (0)          |                       |
| Tier I (0)              | Premier Mandatory (1) |
| Tier II (1)             | Premier 5 (0)         |
| Tier III (0)            | Premier (3)           |
| Tier IV (1)             | International (5)     |

| N.  | Data              | Torneo                                              | Superficie    | Compagna                 | Avversarie in finale               | Punteggio           |
| 1.  | 18 febbraio 2007  | Bangalore Open, Bangalore                           | Cemento       | Hsieh Su-wei             | Chan Yung-jan Chuang Chia-jung     | 7-6(4), 2-6, [9-11] |
| 2.  | 13 luglio 2008    | Internazionali Femminili di Palermo, Palermo        | Terra rossa   | Anastasija Pavljučenkova | Sara Errani Nuria Llagostera Vives | 6-2, 6-7, [4-10]    |
| 3.  | 19 ottobre 2009   | China Open, Pechino                                 | Cemento       | Ekaterina Makarova       | Hsieh Su-wei Peng Shuai            | 3-6, 1-6            |
| 4.  | 22 maggio 2010    | Internationaux de Strasbourg, Strasburgo            | Terra rossa   | Anastasija Rodionova     | Alizé Cornet Vania King            | 6-3, 4-6, [7-10]    |
| 5.  | 12 luglio 2011    | Citi Open, Washington                               | Cemento       | Vol'ha Havarcova         | Sania Mirza Jaroslava Švedova      | 6-4, 6-3            |
| 6.  | 20 ottobre 2013   | Kremlin Cup, Mosca                                  | Cemento (i)   | Anastasija Rodionova     | Svetlana Kuznecova Samantha Stosur | 6-1, 1-6, [10-8]    |
| 7.  | 2 febbraio 2014   | PTT Pattaya Open, Pattaya                           | Cemento       | Anastasija Rodionova     | Peng Shuai Zhang Shuai             | 6-3, 6(5)-7, [6-10] |
| 8.  | 19 giugno 2016    | AEGON Classic, Birmingham                           | Erba          | Vania King               | Karolína Plíšková Barbora Strýcová | 3-6, 6(1)-7         |
| 9.  | 18 settembre 2016 | Coupe Banque Nationale, Québec                      | Sintetico (i) | Aleksandra Panova        | Lucie Hradecká Andrea Hlaváčková   | 6(2)-7, 6(2)-7      |
| 10. | 30 luglio 2017    | Jiangxi International Women's Tennis Open, Nanchang | Cemento       | Arina Rodionova          | Jiang Xinyu Tang Qianhui           | 3-6, 2-6            |
| 11. | 4 febbraio 2018   | St. Petersburg Ladies Trophy, San Pietroburgo       | Cemento (i)   | Katarina Srebotnik       | Timea Bacsinszky Vera Zvonarëva    | 6-2, 1-6, [3-10]    |

## Risultati in progressione
| Sigla | Risultato               |
| ----- | ----------------------- |
| V     | Vincitore               |
| F     | Finalista               |
| SF    | Semifinalista           |
| O     | Oro olimpico            |
| A     | Argento olimpico        |
| SF    | Bronzo olimpico         |
| QF    | Quarti di Finale        |
| 4T    | Quarto turno            |
| 3T    | Terzo turno             |
| 2T    | Secondo turno           |
| 1T    | Primo turno             |
| RR    | Round Robin             |
| LQ    | Turno di qualificazione |
| A     | Assente                 |
| ND    | Non disputato           |

| Legenda superfici    |
| -------------------- |
| Cemento              |
| Terra battuta        |
| Erba                 |
| Superficie variabile |

### Singolare
| Torneo               | 2007 | 2008 | 2009 | 2010 | 2011 | 2012 | 2013 | 2014 | 2015 | 2016 | 2017 | V–S   |
| -------------------- | ---- | ---- | ---- | ---- | ---- | ---- | ---- | ---- | ---- | ---- | ---- | ----- |
| Australian Open      | 2T   | 1T   | 1T   | 2T   | 1T   | 1T   | A    | 2T   | 1T   | Q1   | A    | 3–8   |
| Open di Francia      | 3T   | 1T   | 2T   | 1T   | 1T   | Q1   | Q1   | Q1   | Q1   | A    | Q1   | 3–5   |
| Wimbledon            | 1T   | 4T   | 1T   | 2T   | 1T   | Q1   | Q2   | 1T   | Q1   | Q1   | Q2   | 4–6   |
| US Open              | 1T   | 1T   | 1T   | 1T   | 3T   | 1T   | Q1   | 2T   | Q3   | Q1   |      | 3–7   |
| Vittorie-sconfitte   | 3–4  | 3–4  | 1–4  | 2–4  | 2–4  | 0–2  | 2–2  | 2–3  | 0-1  | 0-0  | 0-0  | 15–26 |
| Ranking di fine anno | 90   | 71   | 90   | 61   | 104  | 208  | 176  | 98   | 170  | 138  | 219  |       |

### Doppio
| Torneo               | 2007 | 2008 | 2009 | 2010 | 2011 | 2012 | 2013 | 2014 | 2015 | 2016 | 2017 | V–S   |
| -------------------- | ---- | ---- | ---- | ---- | ---- | ---- | ---- | ---- | ---- | ---- | ---- | ----- |
| Australian Open      | 2T   | 2T   | 2T   | 2T   | 3T   | QF   | 1T   | 1T   | 3T   | QF   | A    | 14–10 |
| Open di Francia      | 2T   | 1T   | 1T   | 3T   | 2T   | 1T   | 3T   | 1T   | 2T   | 1T   | 2T   | 8–11  |
| Wimbledon            | 1T   | 3T   | 3T   | 3T   | 2T   | 1T   | 1T   | QF   | 3T   | 2T   | 1T   | 13–11 |
| US Open              | 1T   | 1T   | 3T   | 2T   | 3T   | 1T   | 2T   | 3T   | QF   | 3T   |      | 13–10 |
| Vittorie-sconfitte   | 2–4  | 3–4  | 5–4  | 6–4  | 6–4  | 3–4  | 3–4  | 5–4  | 8-4  | 6-4  | 1-2  | 48–42 |
| Ranking di fine anno | 56   | 49   | 33   | 41   | 39   | 73   | 31   | 18   | 29   | 25   | 79   |       |

## Vittorie contro giocatrici top 10
| Stagione | 2008 | Totale |
| -------- | ---- | ------ |
| Vittorie | 1    | 1      |

| #    | Giocatrice      | Ranking | Evento                      | Superficie | Turno | Punteggio | Rank. AKR |
| ---- | --------------- | ------- | --------------------------- | ---------- | ----- | --------- | --------- |
| 2008 |                 |         |                             |            |       |           |           |
| 1.   | Marija Šarapova | 2       | Torneo di Wimbledon, Londra | Erba       | 2T    | 6-2, 6-4  | 154       |